# كأس السوبر الأندوري 2010
بطولة كأس السوبر الأندوري 2010 هي النسخة الثامنة من بطولة كأس السوبر الأندوري ، لعب يوم 11 سبتمبر 2010 في أيكسوفال ، بين فريق سانتا كولوما الفائز بالدوري وفريق سانت الفائز بكأس أندورا. وقد انتهت المباراة بفوز سانت بالمباراة بنتيجة 3–2 بعد الوقت الإضافي نتيجة انتهاء الوقت الأصلي بالتعادل الإيجابي بين الفريقين بهدف لكل منهما ، ليحصد لقبه الثاني على التوالي والثالث في تاريخ البطولة.

## التفاصيل
| سانتا كولوما                       | 2–3 (ب.و.إ.) | سانت                                             |
| ---------------------------------- | ------------ | ------------------------------------------------ |
| تشانتشا 52' · خيمينيز 117' (ركلة.) |              | سالفات 80' (ركلة.) · غونسالفيس 106' · بينتو 120' |